# Kadene Vassell
Peté Gaye Vassell (Morant Bay, 29 gennaio 1989) è una velocista olandese.

## Palmarès
| Anno | Manifestazione    | Sede      | Evento      | Risultato | Prestazione | Note             |
| ---- | ----------------- | --------- | ----------- | --------- | ----------- | ---------------- |
| 2007 | Europei juniores  | Hengelo   | 4×100 m     | Finale    | dq          |                  |
| 2008 | Mondiali juniores | Bydgoszcz | 4x100 m     | Batteria  | 45"21       |                  |
| 2009 | Europei under 23  | Kaunas    | 200 m piani | Batteria  | 23"95       |                  |
| 2009 | Europei under 23  | Kaunas    | 4×100 m     | Batteria  | 45"61       |                  |
| 2011 | Mondiali          | Taegu     | 4×100 m     | Batteria  | 43"44       | Record nazionale |
| 2012 | Europei           | Helsinki  | 4×100 m     | Argento   | 42"80       |                  |
| 2012 | Giochi olimpici   | Londra    | 4×100 m     | 6ª        | 42"70       |                  |
| 2013 | Mondiali          | Mosca     | 4x100 m     | Batteria  | 43"26       |                  |